# Església de Santa Maria la Major (Alcorisa)
L'església de Santa Maria la Major d'Alcorisa (Província de Terol, Espanya) és un temple catòlic, catalogat com Bé d'Interès Cultural.

## Història
L'església de Santa Maria la Major d'Alcorisa es va construir a la fi del segle xiv, per mor de l'exempció reial del pagament de primícies i a les quotes i donacions dels veïns. Les obres de construcció es van estendre al llarg d'uns segles. La torre i la façana principal només es van acacabar fins a ben entrat el segle xvii.
Hi ha documentació sobre una visita pastoral el 1569 després de la qual es va ordenar una l'ampliació de l'església, afectant la zona de l'Altar Major i la portada. S'hi sol·licitava que es realitzés la mateixa en un termini de dos o tres anys. Com va ocórrer en moltes altres poblacions de la zona, les guerres carlines van produir desperfectes a l'edifici que va servir durant la guerra com a fort, i entre altres coses, van desaparèixer dotze dels tretze altarsa. A la primeria del segle xxi és declarada Bé d'Interés Cultural pel Govern d'Aragó, en la categoria de monument.

## Descripció
És un edifici de tres naus, i quatre crugies que es delimiten per arcs torals de mig punt que es recolzen en pilastres; en les naus laterals (més estretes que la central), hi ha capelles (almenys en les seves tres primeres crugies, creant un marcat escalonament) i una capçalera recta. Les capelles tenen una coberta en forma de cúpula rematada per llanterna. La zona del presbiteri és una prolongació de la nau central, que té una coberta en volta de creueria. Les naus laterals, tenen també quatre trams però se separen per arcs fajones apuntats, i coberta en volta de crucería. Aquestes naus laterals són decorades amb estucs en frisos, capitells i petxines. A la sagristia es pot accedir per sengles portes laterals a tots dos costats de l'altar major.
L'ús de l'estuc i la policromía en tons blaus, grocs i blancs a l'interior fan més plàstica l'articulació de les diferents parts de l'edifici.
D'altra banda, la fàbrica és feta amb carreus de pedra calcària i a l'exterior sobresurten els potents contraforts, la façana monumental (que se situa als peus del temple) i l'esvelta torre de quatre cossos sal seu costat esquerre.
La façana respon al model de façana barroca composta per dos cossos flanquejats per dos parells de columnes salomónicas sobre plint, separats per un entablamento i coronats per un frontó corb. En cada cos hi ha una obertura, corresponent l'inferior poligonal a la portada i el superior de mig punt a una fornícula.
La torre té una estructura mixta, de planta quadrada a ambdós cossos inferiors i vuitavat als dos superiors en maó seguint la tradició constructiva mudèjar, i rematats per una bulbosa Cuculla barroca.